# ادوین ال. مچم
ادوین لرد مچم (به انگلیسی: Edwin Leard Mechem) سناتور سابق عضو حزب جمهوری‌خواه ایالات متحده آمریکا بود. وی در سال ۱۹۶۲ تا ۱۹۶۴ میلادی سناتور ایالت نیومکزیکو در سنای ایالات متحده آمریکا بود.